# Замок страху
«Замок Страху» — екстремально-розважальна телегра, створена за форматом «Estate of Panic» (компанії «Endemol»). Зроблено шоу з допомогою «WeiTMedia» (Всі зйомки проводяться у Росії). Виходить на «Новому каналі» з вівторка по четвер, о 23:00.
Щотижня на програмі розігрується 5 000 000 гривень, схованих у різних місцях великого таємничого замку. У процесі пошуку гравцям доводиться зіткнутися зі власними найбільшими страхами, змагаючись за грошовий приз. Змії, павуки, рухомі стіни — це далеко не всі перешкоди, яких слід подолати учасникам, щоб отримати заповітну суму.
За правилами гри допускаються тільки родини. Учасники повинні пройти три змагання у різних частинах садиби, і лише найстійкіший зможе зіграти у фінальному конкурсі та взяти з собою грошовий приз. У разі перемоги фіналісту запропонують зіграти в супергру, яка проходить після закінчення всіх ігор. Знайти потрібно буде вже цілі 5 000 000 гривень, приховані в різних частинах замку.
Для зйомок побудовано різноманітні декорації загальною площею близько 1000 квадратних метрів. Конструкція складається з розкішного холу, коридорів, труболабірінта, герметичної кімнати, зали зі слелею, яка опускається, спеціального сховища із сейфами для фінального конкурсу програми та інших подібно вражаючих приміщень.

## Ведучий
Телегру веде Сергій Сипливи, який працює в київському Театрі на Подолі, викладає в університеті театру, кіно і телебачення ім. Карпенко-Карого і який знявся приблизно в 30 фільмах.